# 阿古斯丁·卡诺比奥
阿古斯丁·卡诺比奥（義大利語：Agustín Canobbio，1998年10月1日—），乌拉圭男子足球运动员，司职前锋， 現效力巴西球隊富明尼斯。他曾代表乌拉圭国家队参加2022年国际足联世界杯，结果队伍止步小组赛阶段。